# Bílsko (okres Olomouc)
Obec Bílsko (německy Bilsko) se nachází v okrese Olomouc v Olomouckém kraji. Žije zde 232 obyvatel.

## Historie
První písemná zmínka o obci pochází z roku 1349.

## Obyvatelstvo

### Struktura
Vývoj počtu obyvatel za celou obec i za jeho jednotlivé části uvádí tabulka níže, ve které se zobrazuje i příslušnost jednotlivých částí k obci či následné odtržení.
| Místní části   | Místní části | 1869 | 1880 | 1890 | 1900 | 1910 | 1921 | 1930 | 1950 | 1961 | 1970 | 1980 | 1991 | 2001 | 2011 |
| -------------- | ------------ | ---- | ---- | ---- | ---- | ---- | ---- | ---- | ---- | ---- | ---- | ---- | ---- | ---- | ---- |
| Počet obyvatel | část Bílsko  | 251  | 258  | 295  | 299  | 299  | 314  | 286  | 199  | 212  | 193  | 196  | 191  | 204  | 217  |
| Počet domů     | část Bílsko  | 36   | 42   | 46   | 48   | 54   | 58   | 57   | 59   | 54   | 49   | 45   | 54   | 53   | 57   |

## Obecní správa a politika
V letech 2010–2014 byla starostkou Marie Grézlová, od roku 2014 funkci vykonává Jaroslav Žák.

## Pamětihodnosti
- Bílský kostel, zasvěcený Božskému srdci Páně
- Pomník obětem první světové války, postaven 1920

## Pověsti
V lese u obce bydlíval poustevník a postavil tu malou kapličku se zvonem. Později se seznámil s jedním lesním faunem, jehož obrátil na křesťanství a faun mu potom sloužil. Jednoho dne ale faun podkopal kapličku, a ta se propadla a poustevníka zasypala. Faun v ní prý dodnes zvoní, aby poustevníka usmířil, což lze slyšet za bezměsíčné noci před letním slunovratem.

## Galerie

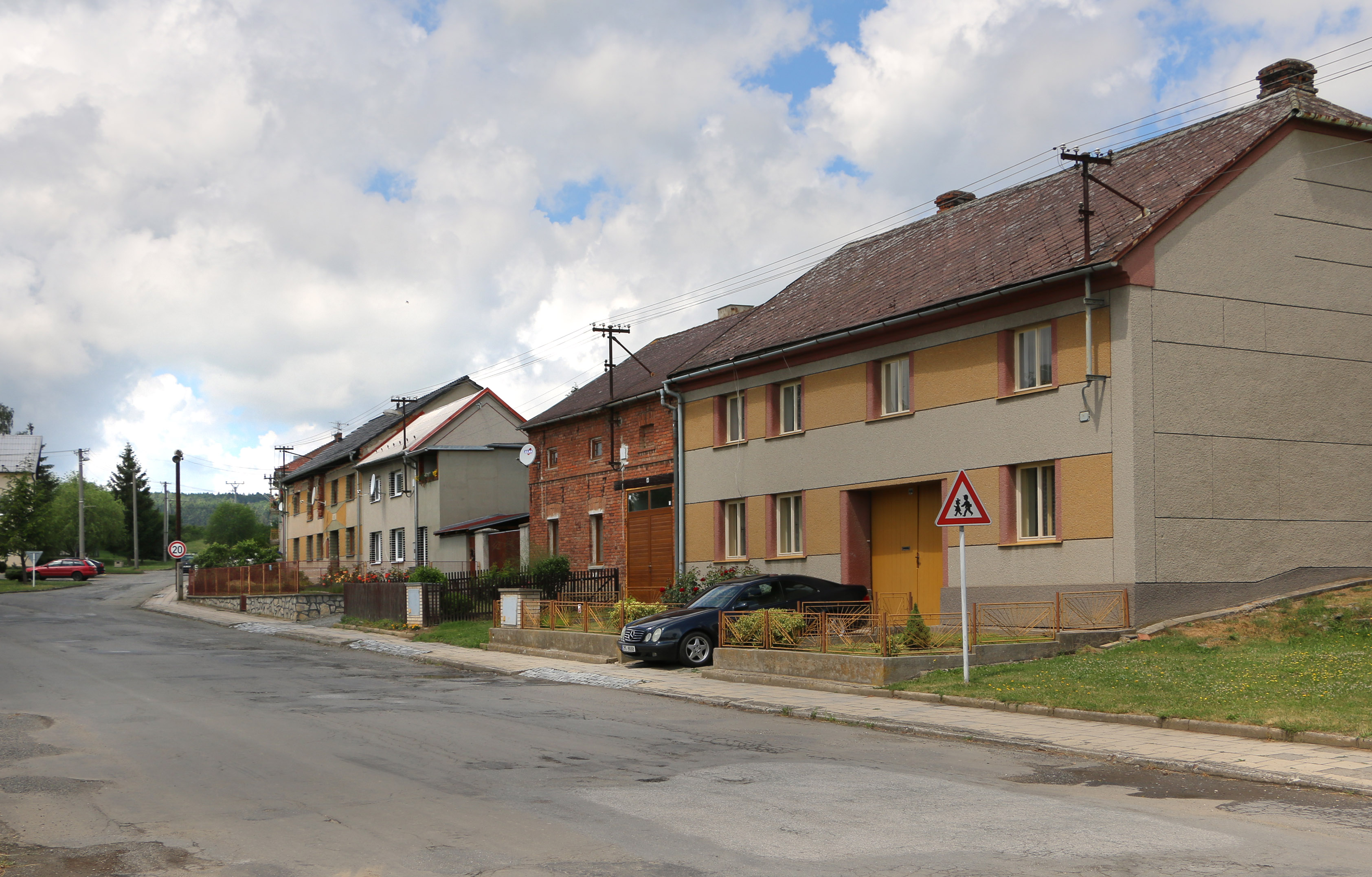
Západní část obce
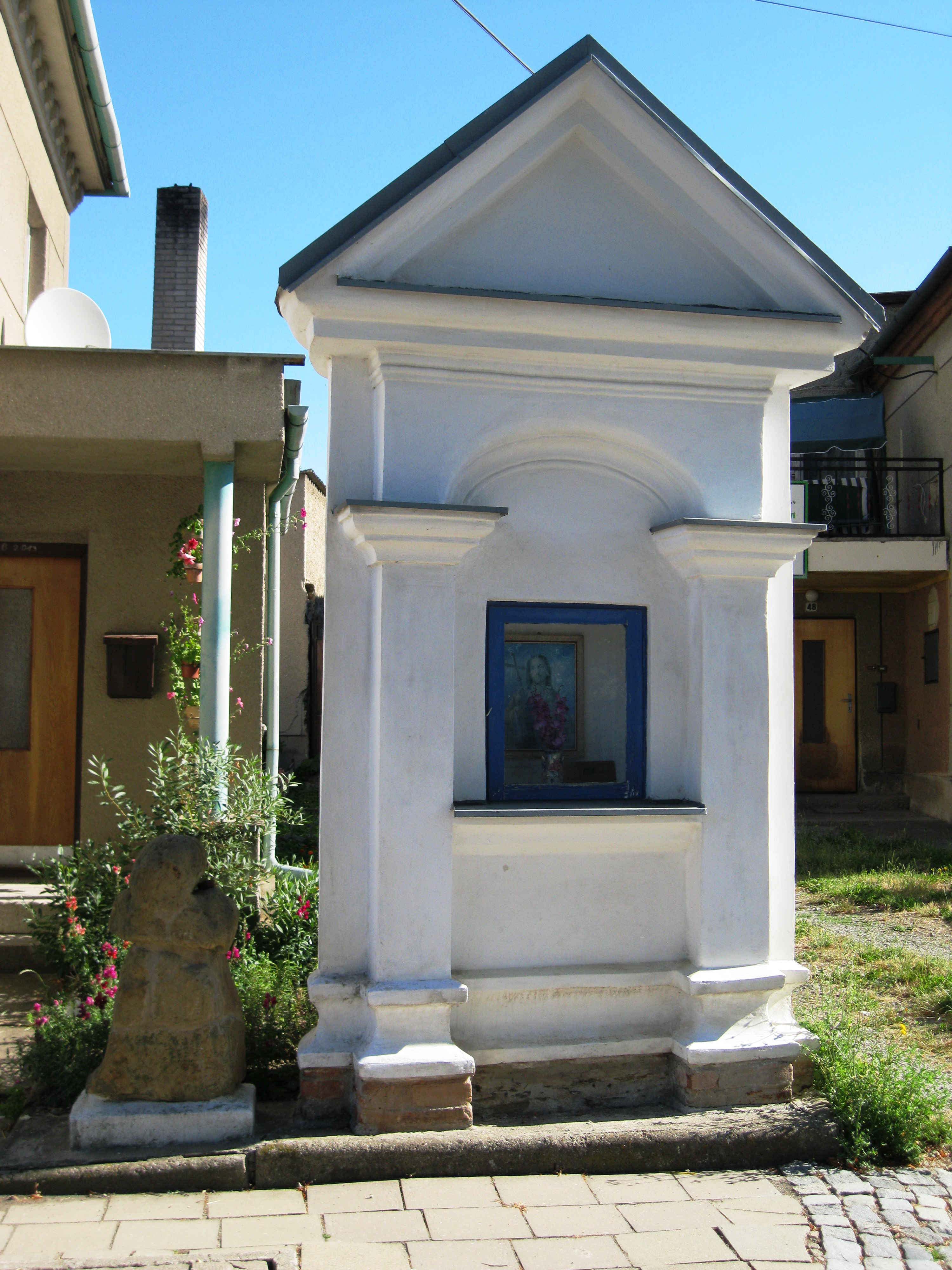
Výklenková kaplička se smírčím křížem
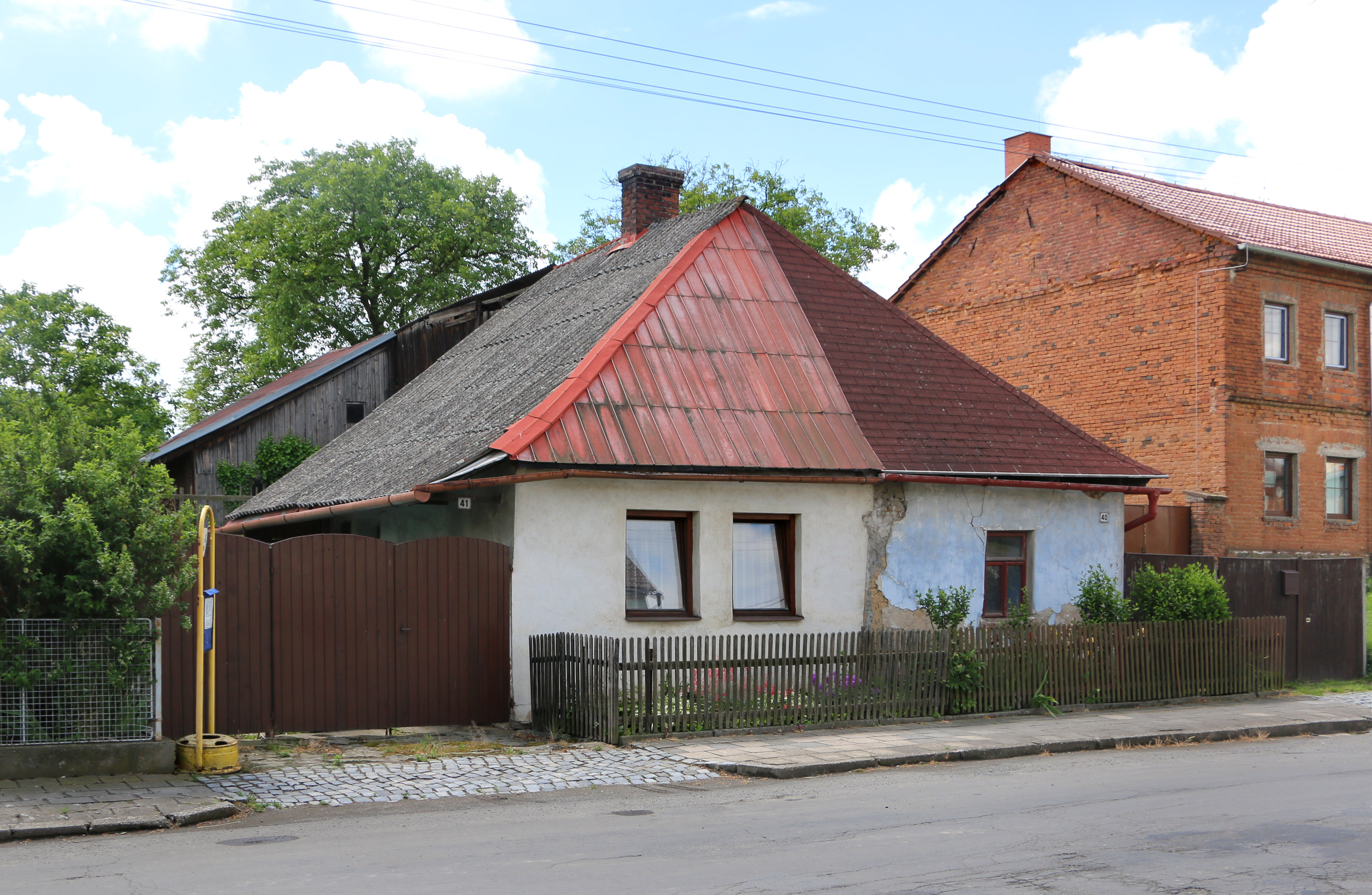
Domek čp. 41